# باول هاريز
باول هاريز (بالإنجليزية: Paul Harries)‏ (20 أكتوبر 1977 في أستراليا - ) هو لاعب كرة قدم أسترالي في مركز الهجوم. لعب مع كريستال بالاس وماكليسفيلد تاون ونادي إكزتر سيتي ونادي بورتسموث ونادي توركي يونايتد ونادي كارلايل يونايتد ووولونغونغ وBasingstoke Town F.C. ‏.

## وصلات خارجية
- باول هاريز على موقع قاعدة بيانات كرة القدم.إي يو (الإنجليزية)
- باول هاريز على موقع Soccerbase.com (لاعب) (الإنجليزية)